# 모낭충
모낭충(毛囊蟲, 학명: Demodex 데모덱스[*])은 털진드기목에 속하는 모낭진드기속 기생충의 총칭이다. 속명 Demodex는 그리스어로 '뚱뚱하다'를 뜻하는 δημός (dēmos)와 '나무벌레'를 뜻하는 δήξ, δηκός (dēx, dēkós)의 합성어이다.
가축이나 사람의 머리나 얼굴에 기생하면서, 모낭과 피지선을 뚫고 들어가 피지와 노폐물로 영양분을 섭취한다. 모낭충이 과다하게 번식하면 모공이 커지면서 여드름과 탈모 및 각종 피부 질환을 유발할 수 있다.

## 하위 종
| - D. brevis - D. bovis - D. canis - D. caprae - D. cati | - D. equi - D. folliculorum - D. ovis - D. phyloides |